# Atletismo nos Jogos Pan-Americanos de 2019 - Revezamento 4x400 m masculino
A competição do revezamento 4x400 m masculino foi um dos eventos do atletismo nos Jogos Pan-Americanos de 2019, em Lima, no Peru. A prova foi realizada no dia 10 de agosto.

## Calendário
Horário local (UTC-5).
| Data         | Horário | Fase  |
| ------------ | ------- | ----- |
| 10 de agosto | 16:54   | Final |

## Medalhistas
|  | COL Colômbia                                             |  | USA Estados Unidos                                       |  | TRI Trinidad e Tobago                                           |
|  | Jhon Perlaza Diego Palomeque Jhon Solís Anthony Zambrano |  | Mar'yea Harris Michael Cherry Justin Robinson Wil London |  | Dwight St. Hillaire Jereem Richards Deon Lendore Machel Cedenio |

## Recordes
Recordes mundial e pan-americano antes da disputa dos Jogos Pan-Americanos de 2019.
| Tipo                             | Atleta         | Tempo   | Local     | Data                 |
| -------------------------------- | -------------- | ------- | --------- | -------------------- |
|                                  | Estados Unidos | 2:54.29 | Stuttgart | 22 de agosto de 1993 |
| Recorde dos Jogos Pan-Americanos | Jamaica        | 2:57.97 | Winnipeg  | 30 de julho de 1999  |

## Resultado final
Os resultados foram os seguintes:  
| Posição           | Raia | Nacionalidade            | Atletas                                                            | Tempo   | Notas                |
| ----------------- | ---- | ------------------------ | ------------------------------------------------------------------ | ------- | -------------------- |
| Medalha de ouro   | 8    | COL Colômbia             | Jhon Perlaza, Diego Palomeque, Jhon Solís, Anthony Zambrano        | 3:01.41 | Recorde da temporada |
| Medalha de prata  | 5    | USA Estados Unidos       | Mar'yea Harris, Michael Cherry, Justin Robinson, Wil London        | 3:01.72 |                      |
| Medalha de bronze | 7    | TTO Trinidad e Tobago    | Dwight St. Hillaire, Jereem Richards, Deon Lendore, Machel Cedenio | 3:02.25 |                      |
| 4                 | 4    | DOM República Dominicana | Luis Charles, Juander Santos, Luguelín Santos, Leonel Bonon        | 3:05.64 |                      |
| 5                 | 3    | CUB Cuba                 | Leonardo Castillo, Leandro Zamora, Raydel Rojas, Yoandys Lescay    | 3:05.87 | Recorde da temporada |
| 6                 | 6    | JAM Jamaica              | Rusheen McDonald, Romel Lewis, Terry Thomas, Javon Francis         | 3:06.83 |                      |
| 7                 | 9    | BAH Bahamas              | O'Jay Ferguson, Alonzo Russell, Andre Colebrook, Jeffery Gibson    | 3:09.98 |                      |
| 8                 | 1    | VEN Venezuela            | Kelvis Padrino, Alberto Aguilar, Usvard Zulueta, Omar Longart      | 3:10.65 |                      |
| 9                 | 2    | PER Peru                 |                                                                    | DNS     |                      |

Legenda
| Recorde mundial                  | Recorde mundial (World record)               |                       | Recorde africano                      | Recorde africano (African) |                                           | Q | Classificado por posição (Qualified) |
| Recorde dos Jogos Pan-Americanos | Recorde pan-americano (Pan-American record)  | Recorde da América    | Recorde da América (Americas)         | q                          | Classificado por melhor tempo (Qualified) |   |                                      |
| Melhor marca do ano              | Melhor marca do ano (World leading)          | Recorde asiático      | Recorde asiático (Asian)              | DNS                        | Não largou (Did not start)                |   |                                      |
| Recorde nacional                 | Recorde nacional (National record)           | Recorde europeu       | Recorde europeu (European)            | DNF                        | Não terminou (Did not finish)             |   |                                      |
| Recorde pessoal                  | Recorde pessoal do atleta (Personal best)    | Recorde da Oceania    | Recorde da Oceania (Oceania)          | DSQ / DQ                   | Desclassificado (Disqualified)            |   |                                      |
| Recorde da temporada             | Recorde da temporada do atleta (Season best) | Recorde sul-americano | Recorde sul-americano (South America) | NM                         | Sem marca (No mark)                       |   |                                      |